# Polynoe cornuta
Polynoe cornuta är en ringmaskart som beskrevs av Fischli 1903. Polynoe cornuta ingår i släktet Polynoe och familjen Polynoidae. Inga underarter finns listade i Catalogue of Life.